# Halca
 (octobre 2022).
Le contenu est difficilement compréhensible vu les erreurs de traduction, qui sont peut-être dues à l'utilisation d'un logiciel de traduction automatique.
 (octobre 2022).
La mise en forme du texte ne suit pas les recommandations de Wikipédia : il faut le « wikifier ».
Les points d'amélioration suivants sont les cas les plus fréquents. Le détail des points à revoir est peut-être précisé sur la page de discussion.
- Les titres sont pré-formatés par le logiciel. Ils ne sont ni en capitales, ni en gras.
- Le texte ne doit pas être écrit en capitales (les noms de famille non plus), ni en gras, ni en italique, ni en « petit »…
- Le gras n'est utilisé que pour surligner le titre de l'article dans l'introduction, une seule fois.
- L'italique est rarement utilisé : mots en langue étrangère, titres d'œuvres, noms de bateaux, etc.
- Les citations ne sont pas en italique mais en corps de texte normal. Elles sont entourées par des guillemets français : « et ».
- Les listes à puces sont à éviter, des paragraphes rédigés étant largement préférés. Les tableaux sont à réserver à la présentation de données structurées (résultats, etc.).
- Les appels de note de bas de page (petits chiffres en exposant, introduits par l'outil «  Source ») sont à placer entre la fin de phrase et le point final[comme ça].
- Les liens internes (vers d'autres articles de Wikipédia) sont à choisir avec parcimonie. Créez des liens vers des articles approfondissant le sujet. Les termes génériques sans rapport avec le sujet sont à éviter, ainsi que les répétitions de liens vers un même terme.
- Les liens externes sont à placer uniquement dans une section « Liens externes », à la fin de l'article. Ces liens sont à choisir avec parcimonie suivant les règles définies. Si un lien sert de source à l'article, son insertion dans le texte est à faire par les notes de bas de page.
- La présentation des références doit suivre les conventions bibliographiques. Il est recommandé d'utiliser les modèles {{Ouvrage}}, {{Chapitre}}, {{Article}}, {{Lien web}} et/ou {{Bibliographie}}. Le mode d'édition visuel peut mettre en forme automatiquement les références.
- Insérer une infobox (cadre d'informations à droite) n'est pas obligatoire pour parachever la mise en page.

Pour une aide détaillée, merci de consulter Aide:Wikification.
Si vous pensez que ces points ont été résolus, vous pouvez retirer ce bandeau et améliorer la mise en forme d'un autre article.
Halca (ハルカ, Haruka) est une musicienne japonaise affiliée à Music Ray'n et signée chez Sacra Music. Elle était l'acte d'ouverture de la tournée Chico with HoneyWorks 2017. En 2018, elle sort son premier single "Kimi no Tonari", dont la chanson titre a été utilisée comme thème de clôture de la série animée Wotakoi: Love is Hard for Otaku. Sa musique a été présentée dans Ace Attorney, Rent-A-Girlfriend, et Kaguya-sama: Love Is War.

## Biographie
Halca s'est intéressée à la musique dès la petite enfance. Elle a été inspirée lorsqu'elle a reçu une copie CD de la chanson "Again" de Yui. Au lycée, elle s'est familiarisée avec la musique d'anime lorsqu'elle a découvert que la télévision par câble de sa maison avait une chaîne d'anime, qu'elle regardait ensuite quotidiennement. Bien que des séries telles que Cardcaptor Sakura et Toradora ! a laissé un impact sur elle, c'est "Kiss Kara Hajimaru Miracle" de Steel Angel Kurumi qui est devenu sa chanson d'anime préférée. Elle a rejoint le club de chorale de son école et le club de théâtre de diffusion pour perfectionner ses compétences vocales.
Après avoir décidé de poursuivre une carrière de musicien, Halca a envisagé diverses auditions de chant. Après avoir découvert Utakatsu ! Audition, qui portait sur des chansons d'anime, elle a décidé d'y participer; elle a remporté le grand prix en 2013. Après avoir remporté l'audition, elle a continué à s'entraîner en attendant de faire ses débuts en major. En 2017, elle a été invitée par la chanteuse Chico, connue pour son implication avec le groupe de musique HoneyWorks, pour participer à la tournée live de ce dernier en première partie. À la suite de cela, elle a interprété la chanson "Kimi no Sora" (キミの空, lit. "Your Sky") "Your Sky"), qui a été inclus dans un album de compilation sorti pour célébrer le 10e anniversaire de l'éditeur de romans en ligne Noichigo. Elle a également interprété la chanson "Resonator", qui a été utilisée dans la bande originale de la série animée Beatless, et a réalisé un mini-album intitulé White Disc, qui a été vendu lors de la tournée Honeyworks.
Halca a fait ses débuts en major en 2018 avec la sortie de son premier single "Kimi no Tonari" (キミの隣, lit. "Next to You") "À côté de vous") ; dont la chanson titre a été utilisée comme thème de clôture de la série animée Wotakoi: Love is Hard for Otaku. Pour commémorer la sortie du single, White Disc a été mis en vente lors de l'événement de sortie du single. Son deuxième single "Starting Blue" (スターティングブルー)  est sorti en octobre 2018, la chanson titre étant utilisée comme thème de clôture de la deuxième saison de la série télévisée animée Ace Attorney., Son troisième single "Sentimental Crisis" (センチメンタルクライシス)  est sorti en février 2019; la chanson titre est utilisée comme thème de clôture de la série animée Kaguya-sama: Love is War,. Son quatrième single "After School Liberty" (放課後のリバティ)  est sorti le 13 novembre 2019; la chanson titre est utilisée comme thème de clôture de la deuxième saison de We Never Learn. Son cinquième single "Kokuhaku Bungee Jump" (告白バンジージャンプ)  est sorti en septembre 2020; la chanson titre est utilisée comme thème de clôture de la série animée Rent-A-Girlfriend. Son sixième single "Kimi ga Ita Shirushi" (キミがいたしるし)  est sorti le 19 mai 2021; la chanson titre est utilisée comme thème de clôture de la série animée Boruto: Naruto Next Generations.